# روث روس
روث روس (بالإنجليزية: Ruth Miriam Ross)‏ هي مؤرخة نيوزيلندية، ولدت في 1920، وتوفيت في 1982.